# Hermandad del Prendimiento (Jerez)
Popularmente conocida como El Prendi, Prendimiento, la Pontificia y Real Hermandad de Nuestro Padre Jesús del Prendimiento, María Santísima del Desamparo y Apóstol Señor San Pedro es una cofradía de Jerez de la Frontera y es la más antigua de las que procesionan en la tarde del Miércoles Santo (es la sexta por pasar por Carrera oficial).

## Historia

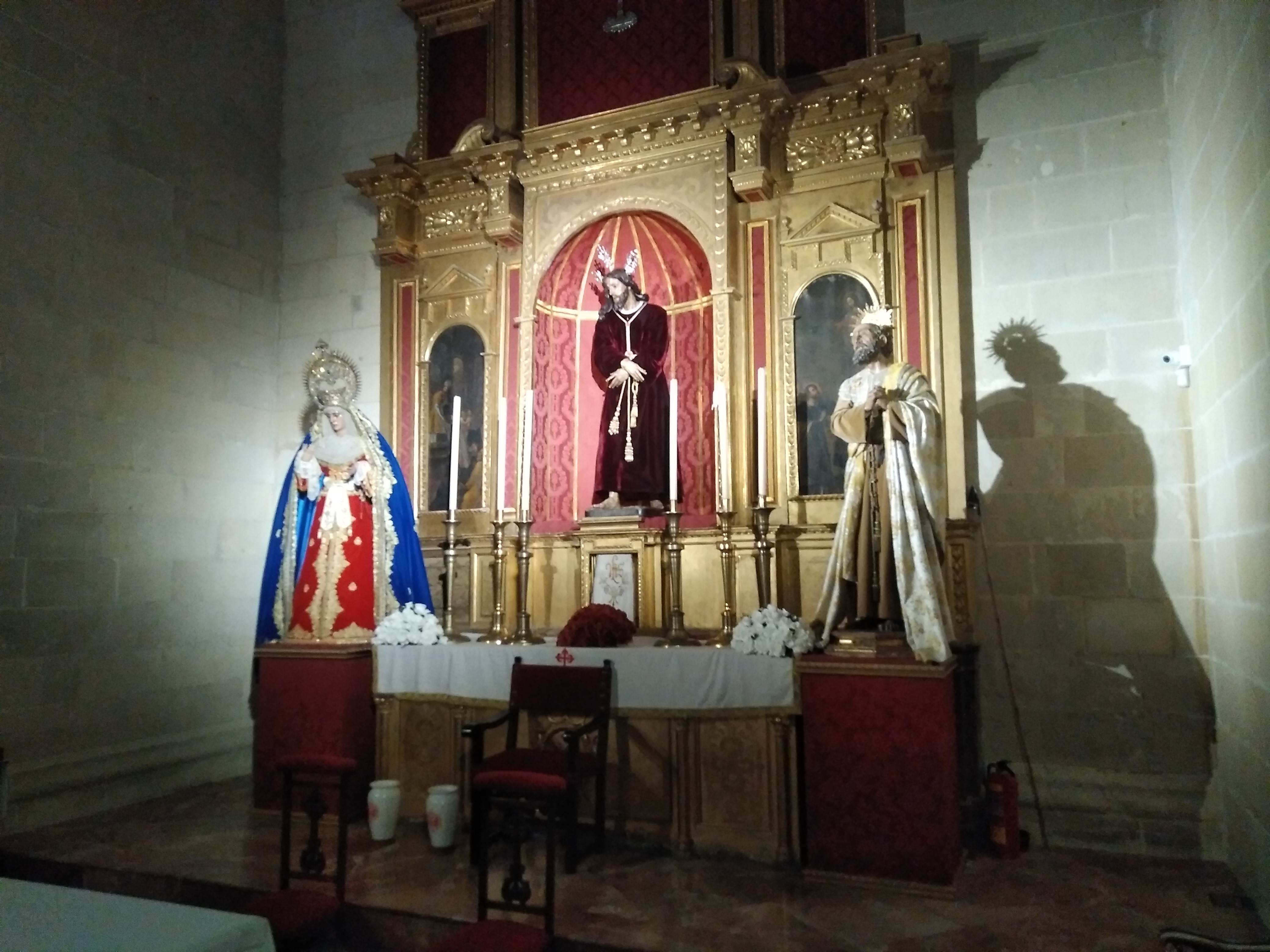
Imágenes expuestas

Fue fundada por el gremio de los canteros en el año 1660, la hermandad desapareció posteriormente a finales del siglo XVIII. Fue refundada por un grupo de diez hermanos, que solicitaron al arzobispo de Sevilla, el cardenal Benito Sanz y Forés, su deseo de restablecer dicha hermandad. Se aprueban los estatutos el 13 de junio de 1893.

## Túnica

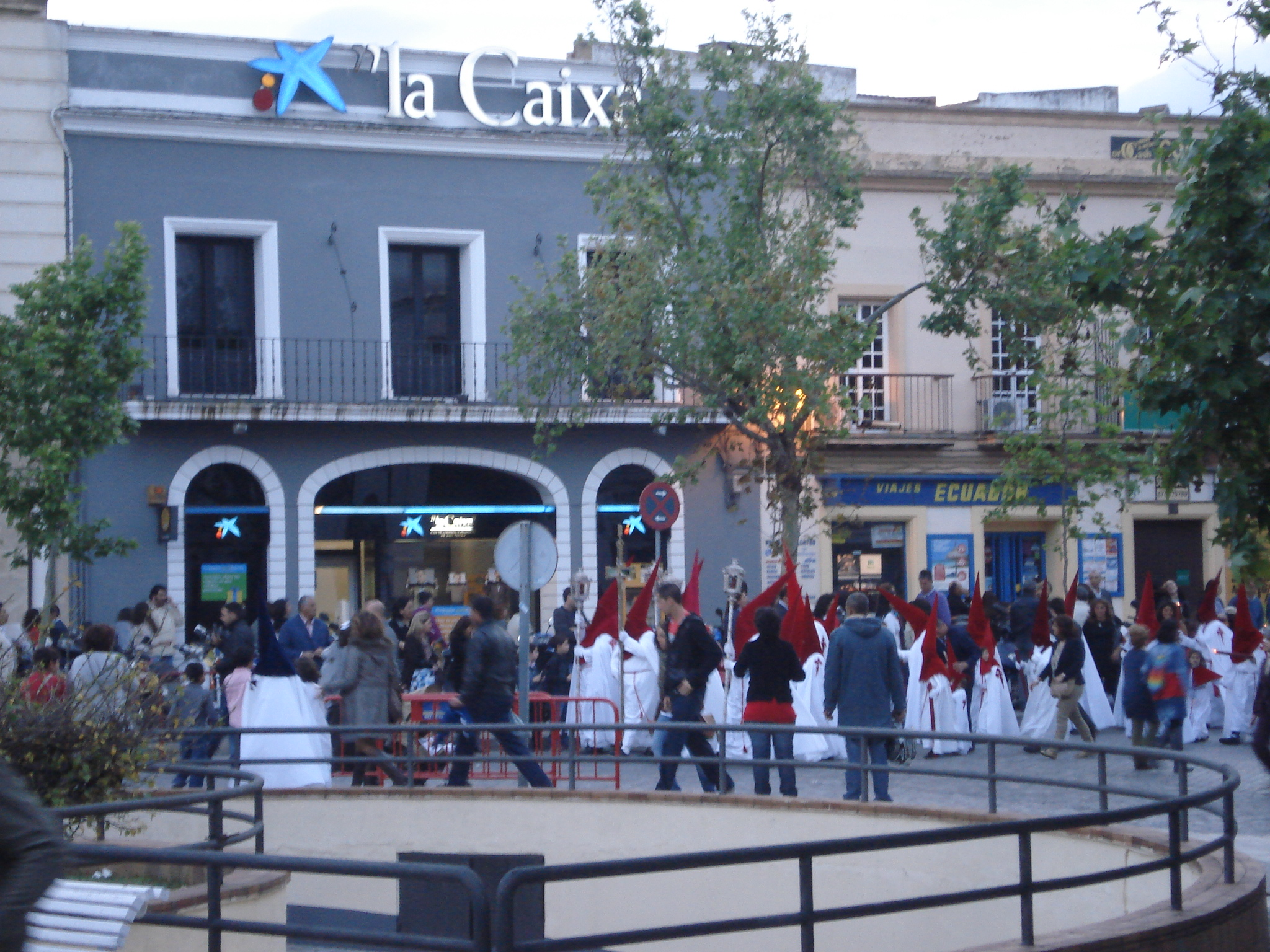
Cruz de guía del Prendimiento

Túnica, capa y guantes de color blanco; antifaz y botonadura de terciopelo rojo, cíngulo del mismo color. Sobre la capa, la cruz de Santiago.

## Pasos
El primero de los pasos representa el prendimiento de Cristo en Getsemaní (talla anteriormente atribuida a La Roldana), actualmente es más aceptada la atribución a Francisco Camacho de Mendoza.  En el paso aparecen dos sayones, uno de los cuales prende a Jesús y el otro le amenaza con un cuchillo. Son popularmente conocidos como Chupaceites y Candilejas; además de estos sayones aparece un gran olivo, y tras este, aparece el tercer titular de la corporación, San Pedro oculto y rezando por su maestro. Antiguamente San Pedro procesionaba en su propio paso, al igual que hoy día lo hacen las hermandades del Nazareno y la Expiración con San Juan.
En el segundo de los pasos aparece María Santísima del Desamparo bajo un precioso paso en terciopelo rojo y con unos excelentes bordados en oro.

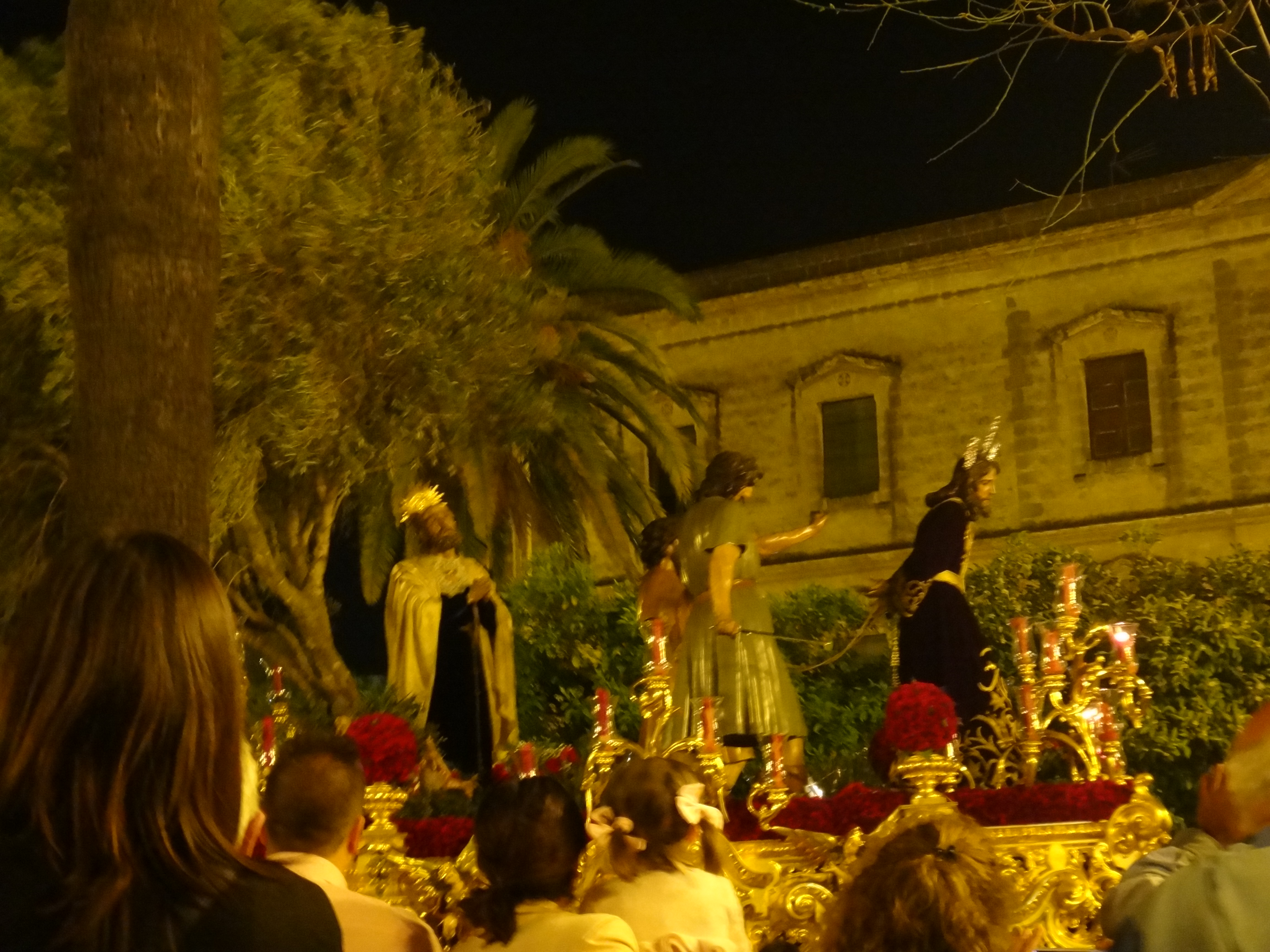
Paso de misterio

## Sede
Su sede canónica es la Iglesia de Santiago, en el barrio del mismo nombre que cuenta con gran tradición gitana.

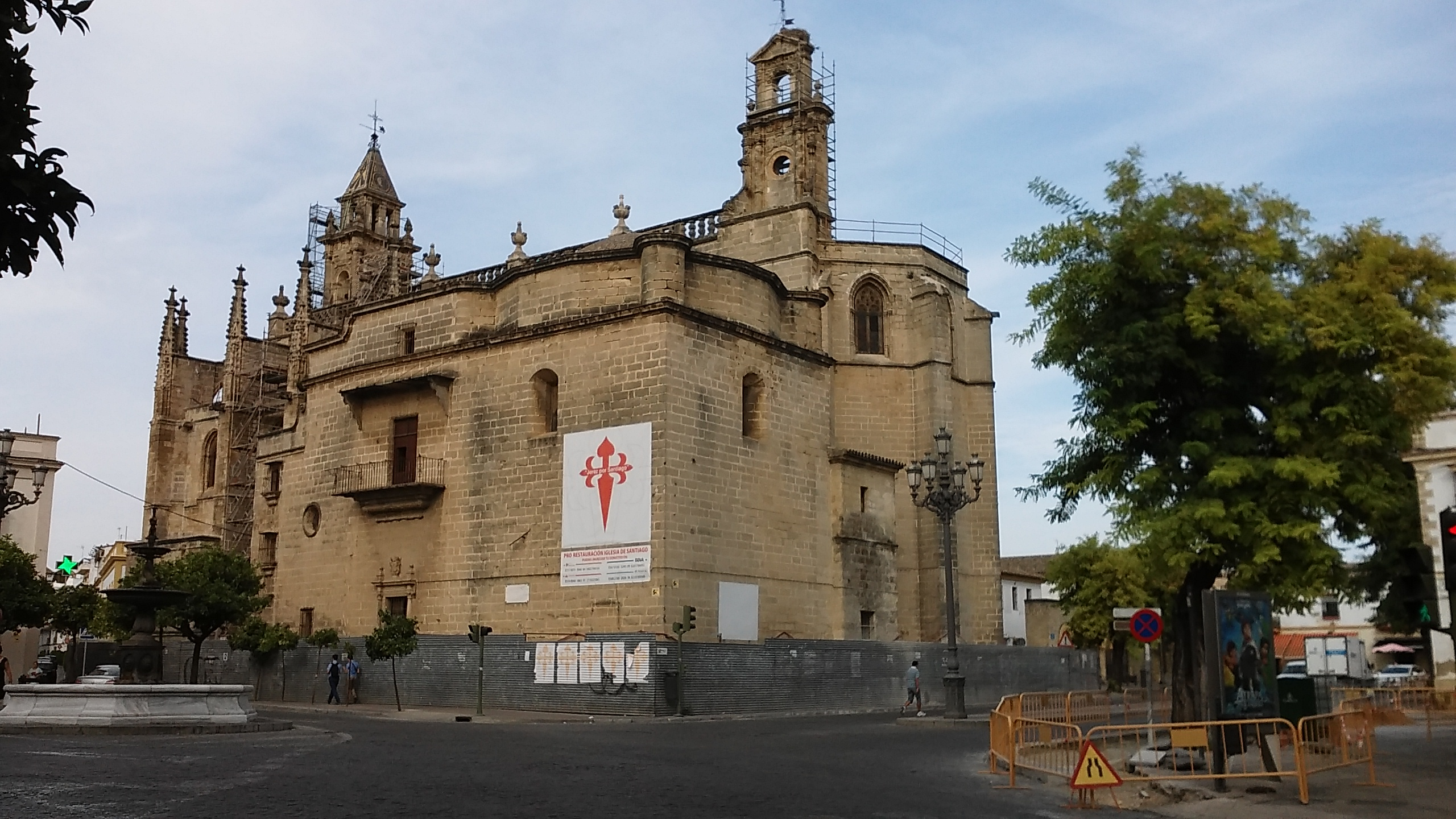
Iglesia de Santiago

## Paso por Carrera Oficial
| Predecesor: La Amargura | Orden de entrada en Carrera Oficial (Miércoles Santo) 6º lugar | Sucesor: La Vera Cruz (Jueves Santo) |